# 卡梅尔 (纽约州)
卡梅尔（Carmel）是美国纽约州帕特南县的一个镇。 截至2010年人口普查，该镇人口34,305人。
卡梅尔镇位于帕特南县南部边界，毗邻威斯特彻斯特县。 镇里没有建制村，虽然卡梅尔和马赫派克乡村居民点都有足够的人口被认为是村。